# OK (serwis społecznościowy)
OK, odnoklassniki.ru (ros. Одноклассники.ru) – rosyjski serwis społecznościowy, początkowo zorientowany na poszukiwanie starych znajomych ze szkoły, z czasem przekształcony w portal społecznościowy w Rosji i państwach rosyjskojęzycznych. Uchodzi za rosyjski odpowiednik polskiej Naszej Klasy i amerykańskiego classmates.com.
Został stworzony przez Alberta Popkowa w marcu 2006. Administratorzy strony utrzymują, że z portalu korzysta ponad 30 mln zarejestrowanych użytkowników.
Według Alexa Internet portal OK.ru był w styczniu 2019 roku 6. stroną pod względem oglądalności w Rosji i 75. na świecie.
Strona została dwukrotnie uhonorowana najwyższą rosyjską nagrodą branży internetowej – Nagrodą Runet – w roku 2006 i 2007.